# Nuoto ai campionati mondiali di nuoto 2022 - 100 metri rana maschili
La gara di nuoto dei 100 metri rana maschili dei campionati mondiali di nuoto 2022 è stata disputata il 18 e 19 giugno 2022 presso la Duna Aréna di Budapest. Vi hanno preso parte 63 atleti provenienti da 61 nazioni.
La competizione è stata vinta dal nuotatore italiano Nicolò Martinenghi, mentre l'argento e il bronzo sono andati rispettivamente all'olandese Arno Kamminga e allo statunitense Nic Fink.

## Podio
| Posizione | Atleta             | Nazionalità |
| --------- | ------------------ | ----------- |
| Oro       | Nicolò Martinenghi | Italia      |
| Argento   | Arno Kamminga      | Paesi Bassi |
| Bronzo    | Nic Fink           | Stati Uniti |

## Programma
| Data           | Ora (UTC+2) | Turno      |
| -------------- | ----------- | ---------- |
| 18 giugno 2022 | 10:36       | Batterie   |
| 18 giugno 2022 | 18:53       | Semifinali |
| 19 giugno 2022 | 18:02       | Finale     |

## Record
Prima della competizione il record del mondo e il record dei campionati erano i seguenti:
| Record mondiale       | 56"88 | Adam Peaty Gran Bretagna | 21 luglio 2019 Gwangju, Corea del Sud |
| Record dei campionati | 56"88 | Adam Peaty Gran Bretagna | 21 luglio 2019 Gwangju, Corea del Sud |

Nel corso della competizione non sono stati migliorati.

## Risultati

### Batterie
| Pos. | Batteria | Corsia | Atleta                      | Nazionalità             | Tempo   | Note |
| ---- | -------- | ------ | --------------------------- | ----------------------- | ------- | ---- |
| 1    | 7        | 4      | Arno Kamminga               | Paesi Bassi             | 58"69   | Q    |
| 2    | 7        | 5      | Nic Fink                    | Stati Uniti             | 58"81   | Q    |
| 3    | 6        | 4      | Michael Andrew              | Stati Uniti             | 58"96   | Q    |
| 4    | 5        | 4      | Nicolò Martinenghi          | Italia                  | 59"06   | Q    |
| 5    | 5        | 5      | Yan Zibei                   | Cina                    | 59"83   | Q    |
| 6    | 6        | 6      | Caspar Corbeau              | Paesi Bassi             | 59"89   | Q    |
| 7    | 5        | 3      | Ryūya Mura                  | Giappone                | 59"90   | Q    |
| 7    | 6        | 3      | Andrius Šidlauskas          | Lituania                | 59"90   | Q    |
| 9    | 7        | 6      | Lucas Matzerath             | Germania                | 59"94   | Q    |
| 10   | 5        | 6      | Zac Stubblety-Cook          | Australia               | 1'00"12 | Q    |
| 11   | 6        | 5      | James Wilby                 | Gran Bretagna           | 1'00"14 | Q    |
| 12   | 7        | 1      | Erik Persson                | Svezia                  | 1'00"34 | Q    |
| 13   | 6        | 7      | Matti Mattsson              | Finlandia               | 1'00"37 | Q    |
| 13   | 7        | 2      | Cho Sung-jae                | Corea del Sud           | 1'00"37 | Q    |
| 15   | 7        | 7      | Bernhard Reitshammer        | Austria                 | 1'00"66 | Q    |
| 16   | 6        | 8      | Kristian Pitshugin          | Israele                 | 1'00"70 | Q    |
| 17   | 4        | 3      | Dawid Wiekiera              | Polonia                 | 1'00"80 |      |
| 17   | 7        | 0      | Anton McKee                 | Islanda                 | 1'00"80 |      |
| 19   | 7        | 3      | Berkay Ömer Öğretir         | Turchia                 | 1'00"82 |      |
| 20   | 6        | 2      | Denis Petrashov             | Kirghizistan            | 1'00"86 |      |
| 21   | 7        | 8      | Lyubomir Epitropov          | Bulgaria                | 1'01"06 |      |
| 22   | 5        | 1      | Jérémy Desplanches          | Svizzera                | 1'01"24 |      |
| 23   | 6        | 9      | Brenden Crawford            | Sudafrica               | 1'01"25 |      |
| 24   | 5        | 2      | Felipe França Silva         | Brasile                 | 1'01"41 |      |
| 25   | 6        | 0      | Konstantinos Meretsolias    | Grecia                  | 1'01"46 |      |
| 26   | 5        | 8      | Carl Aitkaci                | Francia                 | 1'01"51 |      |
| 27   | 4        | 6      | Maximillian Wei Ang         | Singapore               | 1'01"76 |      |
| 28   | 5        | 9      | Tamás Takács                | Ungheria                | 1'01"86 |      |
| 29   | 4        | 9      | Amro Al-Wir                 | Giordania               | 1'01"87 |      |
| 30   | 5        | 7      | André Klippenberg Grindheim | Norvegia                | 1'01"99 |      |
| 31   | 4        | 7      | Youssef El-Kamash           | Egitto                  | 1'02"04 |      |
| 32   | 4        | 5      | Julio Horrego               | Honduras                | 1'02"07 |      |
| 33   | 6        | 1      | Volodymyr Lisovets          | Ucraina                 | 1'02"33 |      |
| 34   | 4        | 2      | Carles Coll Martí           | Spagna                  | 1'02"52 |      |
| 35   | 3        | 4      | Cai Bing-rong               | Taipei cinese           | 1'02"75 |      |
| 36   | 3        | 6      | Daniils Bobrovs             | Lettonia                | 1'02"85 |      |
| 37   | 4        | 1      | Taichi Vakasama             | Figi                    | 1'02"86 |      |
| 38   | 4        | 0      | Adam Chillingworth          | Hong Kong               | 1'02"91 |      |
| 39   | 4        | 4      | Phạm Thanh Bảo              | Vietnam                 | 1'03"19 |      |
| 40   | 3        | 9      | Adrian Robinson             | Botswana                | 1'03"43 |      |
| 41   | 3        | 3      | Aibek Kamzenov              | Kazakistan              | 1'03"46 |      |
| 42   | 5        | 0      | Izaak Bastian               | Bahamas                 | 1'03"79 |      |
| 43   | 3        | 7      | Jonathan Cook               | Filippine               | 1'03"95 |      |
| 44   | 2        | 6      | Julio Calero                | Cuba                    | 1'04"12 |      |
| 45   | 2        | 4      | Abobakr Abass               | Sudan                   | 1'04"13 |      |
| 46   | 3        | 8      | Rashed Al-Tarmoom           | Kuwait                  | 1'04"19 |      |
| 47   | 3        | 1      | Andres Martijena            | Rep. Dominicana         | 1'04"24 |      |
| 48   | 2        | 5      | Tasi Limtiaco               | Micronesia              | 1'04"63 |      |
| 49   | 4        | 8      | Édgar Crespo                | Panama                  | 1'05"09 |      |
| 50   | 2        | 8      | Jonathan Raharvel           | Madagascar              | 1'05"13 |      |
| 51   | 3        | 0      | Giacomo Casadei             | San Marino              | 1'05"17 |      |
| 52   | 2        | 3      | Kito Campbell               | Giamaica                | 1'05"27 |      |
| 53   | 2        | 2      | Abdulaziz Al-Obaidly        | Qatar                   | 1'05"37 |      |
| 54   | 2        | 1      | Jonathan Chung Yee          | Mauritius               | 1'06"04 |      |
| 55   | 1        | 6      | Saud Ghali                  | Bahrein                 | 1'06"46 |      |
| 56   | 2        | 7      | Filipe Gomes                | Malawi                  | 1'06"57 |      |
| 57   | 3        | 2      | Sébastien Kouma             | Mali                    | 1'07"43 |      |
| 58   | 1        | 3      | Zandanbal Gunsennorov       | Mongolia                | 1'07"79 |      |
| 59   | 2        | 0      | Kumaren Naidu               | Zambia                  | 1'11"40 |      |
| 60   | 1        | 5      | Jion Hosei                  | Palau                   | 1'18"51 |      |
| -    | 2        | 9      | Ahmed Al-Hasani             | Iraq                    | -       | dns  |
| -    | 3        | 5      | Adriel Sanes                | Isole Vergini Americane | -       | dq   |
| -    | 7        | 9      | James Dergousoff            | Canada                  | -       | dq   |
| -    | 1        | 4      | Daoud Ali                   | Gibuti                  | -       | dq   |

### Semifinali
| Pos. | Semifinale | Corsia | Atleta               | Nazionalità   | Tempo   | Note |
| ---- | ---------- | ------ | -------------------- | ------------- | ------- | ---- |
| 1    | 1          | 5      | Nicolò Martinenghi   | Italia        | 58"46   | Q    |
| 2    | 1          | 4      | Nic Fink             | Stati Uniti   | 58"55   | Q    |
| 3    | 2          | 4      | Arno Kamminga        | Paesi Bassi   | 58"89   | Q    |
| 4    | 2          | 7      | James Wilby          | Gran Bretagna | 59"23   | Q    |
| 5    | 2          | 3      | Yan Zibei            | Cina          | 59"34   | Q    |
| 6    | 2          | 2      | Lucas Matzerath      | Germania      | 59"35   | Q    |
| 7    | 1          | 2      | Zac Stubblety-Cook   | Australia     | 59"51   | Q    |
| 8    | 1          | 6      | Andrius Šidlauskas   | Lituania      | 59"52   | Q    |
| 9    | 2          | 5      | Michael Andrew       | Stati Uniti   | 59"63   |      |
| 10   | 2          | 6      | Ryūya Mura           | Giappone      | 59"64   |      |
| 11   | 1          | 1      | Cho Sung-jae         | Corea del Sud | 59"75   |      |
| 12   | 2          | 8      | Bernhard Reitshammer | Austria       | 1'00"03 |      |
| 13   | 1          | 3      | Caspar Corbeau       | Paesi Bassi   | 1'00"24 |      |
| 14   | 1          | 8      | Kristian Pitshugin   | Israele       | 1'00"33 |      |
| 15   | 1          | 7      | Erik Persson         | Svezia        | 1'00"38 |      |
| 16   | 2          | 1      | Matti Mattsson       | Finlandia     | 1'00"66 |      |

### Finale
| Pos.    | Corsia | Atleta             | Nazionalità   | Tempo | Note |
| ------- | ------ | ------------------ | ------------- | ----- | ---- |
| Oro     | 4      | Nicolò Martinenghi | Italia        | 58"26 |      |
| Argento | 3      | Arno Kamminga      | Paesi Bassi   | 58"62 |      |
| Bronzo  | 5      | Nic Fink           | Stati Uniti   | 58"65 |      |
| 4       | 6      | James Wilby        | Gran Bretagna | 58"93 |      |
| 5       | 2      | Yan Zibei          | Cina          | 59"22 |      |
| 6       | 7      | Lucas Matzerath    | Germania      | 59"50 |      |
| 7       | 1      | Zac Stubblety-Cook | Australia     | 59"65 |      |
| 8       | 8      | Andrius Šidlauskas | Lituania      | 59"80 |      |